# Gmina Lastovo
Gmina Lastovo (chorw. Općina Lastovo) – gmina w Chorwacji, w żupanii dubrownicko-neretwiańskiej. W 2011 roku liczyła 792 mieszkańców.

## Miejscowości
Miejscowości wchodzące w skład gminy Lastovo:
- Glavat
- Lastovo
- Pasadur
- Skrivena Luka
- Sušac
- Uble
- Zaklopatica